# Plestiodon japonicus
Plestiodon japonicus (japanisch ニホントカゲ Nihon-Tokage) ist eine Skinkart der Gattung Plestiodon, die in Japan verbreitet ist.

## Merkmale und Lebensweise

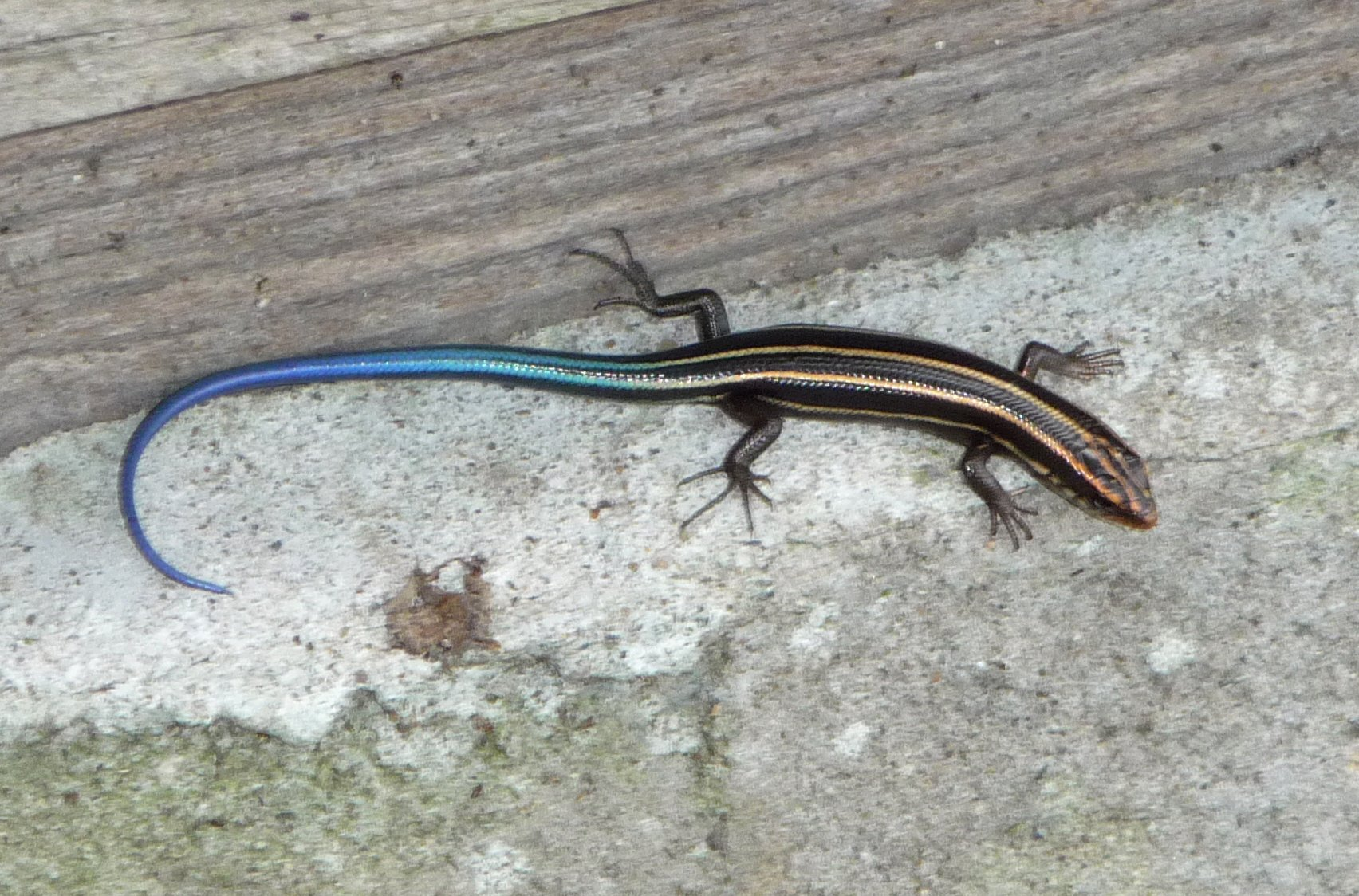
Plestiodon japonicus, Jungtier in der Präfektur Ishikawa

Plestiodon japonicus hat eine Gesamtlänge von 15 bis 24 cm mit einer Kopf-Rumpf-Länge von 6 bis 9,6 cm. Das Aussehen der Skinke variiert stark mit Alter und Geschlecht. Jungtiere haben eine glänzend schwarze Grundfarbe an Kopf bis Rumpf und einen leuchtend blauen Schwanz. Fünf goldene Längsstreifen laufen von Kopf bis Schwanz. Darüber hinaus weisen die Körperseiten ein breites dunkles Band auf, das von den Ohren bis zum Schwanzansatz verläuft. Die Färbung der Tiere ändert sich mit zunehmendem Alter in eine braune Grundfarbe am gesamten Körper. Das breite Band an den Körperseiten bleibt auch im Alter erhalten. Die Längsstreifen verblassen und können bei Männchen sogar völlig verschwinden, während sie bei Weibchen vor allem am Rücken sichtbar bleiben.
Die Skinkart erbeutet hauptsächlich Insekten, Spinnen und Regenwürmer. Die Weibchen legen üblicherweise nach Beginn der Regenzeit zwischen Mai und Juni 5 bis 16 Eier an feuchten Stellen unter Felsen und Ähnlichem. Sie kümmern sich wie die anderen Arten der Gattung bis zum Schlüpfen der Jungtiere im Juli um das Gelege. Tests, bei denen die Weibchen von ihrem Gelege entfernt wurden, zeigten, dass die Eier ohne sie in der Regel nicht überlebten.

## Verbreitungsgebiet und Gefährdungsstatus
Die Art ist in Japan endemisch, d. h. ausschließlich dort verbreitet. Sie ist die wohl am weitesten verbreitete Skinkart Japans.  Sie kommt im Westen Honshūs, auf Shikoku und Kyūshū sowie vorgelagerten Inseln vor. Darüber hinaus wurde sie auf der zur Izu-Gruppe gehörenden Insel Hachijō-jima eingeführt, jedoch nicht auf den anderen Izu-Inseln. Dort ist stattdessen die Art P. latiscutatus verbreitet. Weitere Arten finden sich auf den südlichen Ryūkyū-Inseln. Auf Tsushima in der Koreastraße ist keine der Plestiodon-Arten verbreitet.
Plestiodon japonicus wird von der IUCN und dem Japanischen Umweltministerium als nicht gefährdet („least concern“) eingestuft, da sie in Japan häufig anzutreffen ist.

## Systematik
Die Art wurde 1864 von dem deutschen Naturforscher Wilhelm Peters als Eumeces (Pleistodon) quinquelineatus var. Japonicus erstbeschrieben. Die Gattung Eumeces wurde später in verschiedene Gattungen aufgeteilt, darunter Plestiodon.

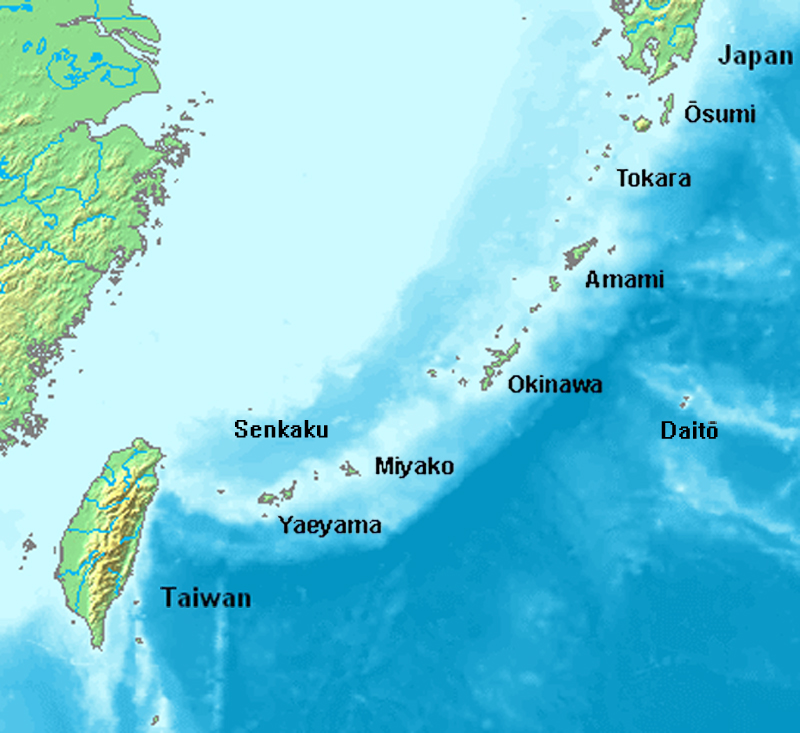
Lage der Nansei-Inselgruppen

Neben P. japonicus finden sich innerhalb Japans weitere Arten, insbesondere auf den Nansei-Inseln:
- P. barbouri auf den Amami-Inseln und Okinawa-Inseln
- P. elegans auf den Senkaku-Inseln, sowie Taiwan, Südostchina und Nordvietnam
- P. finitimus auf Honshū (Zentral- und Nord-Honshū) und Hokkaidō
- P. kishinouyei auf den Miyako- und Yaeyama-Inseln
- P. kuchinoshimensis auf Kuchinoshima im Norden der Tokara-Inseln
- P. latiscutatus auf der Izu-Halbinsel und den vorgelagerten Izu-Inseln
- P. marginatus auf den Okinawa-, Amami- und Tokara-Inseln
- P. oshimensis auf den Amami- und Tokara-Inseln
- P. stimpsonii auf den Yaeyama-Inseln
- P. takarai auf vier der Senkaku-Inseln